# Batteria La Court
La batteria La Court è una fortificazione nel valico alpino del colle del Moncenisio realizzata fra il 1905 e il 1910 e distrutta nel 1945 dall'esercito tedesco alla fine della seconda guerra mondiale; inizialmente in territorio italiano, a seguito del trattato di Parigi la zona ove sorgeva venne ceduta alla Francia; rimangono solo alcuni ruderi.

## Storia

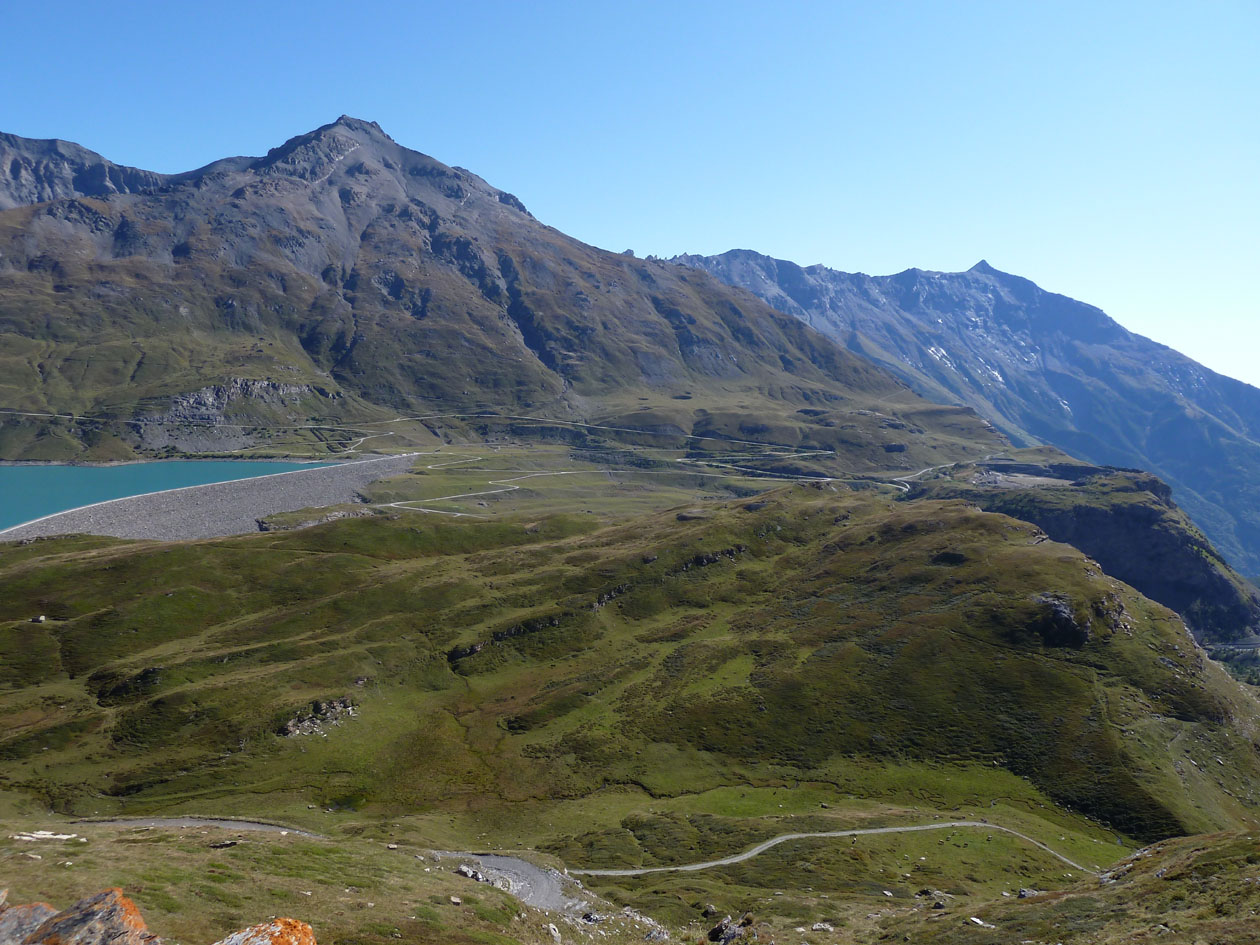
Veduta dell'altura La Court al Moncenisio

La batteria venne costruita tra il 1905 e il 1910 sulla sommità del massiccio roccioso della Court, posto al termine sud-orientale del pianoro del Moncenisio, subito a nord della Piana di San Nicolao, posto a 2090 m s.l.m.. Fu la seconda delle due batterie corazzate a essere costruita sul pianoro del Moncenisio insieme a quella detta batteria Paradiso; venne costruita successivamente all'edificazione dei forti ottocenteschi (forte Cassa, forte Roncia e forte Varisello) e quasi in contemporanea, anche se poco dopo, alla costruzione della Batteria Paradiso, in seguito alla constatazione che le opere ottocentesche non sarebbero più state adatte a contrastare un eventuale attacco da parte della Francia attraverso la Valle di Susa.

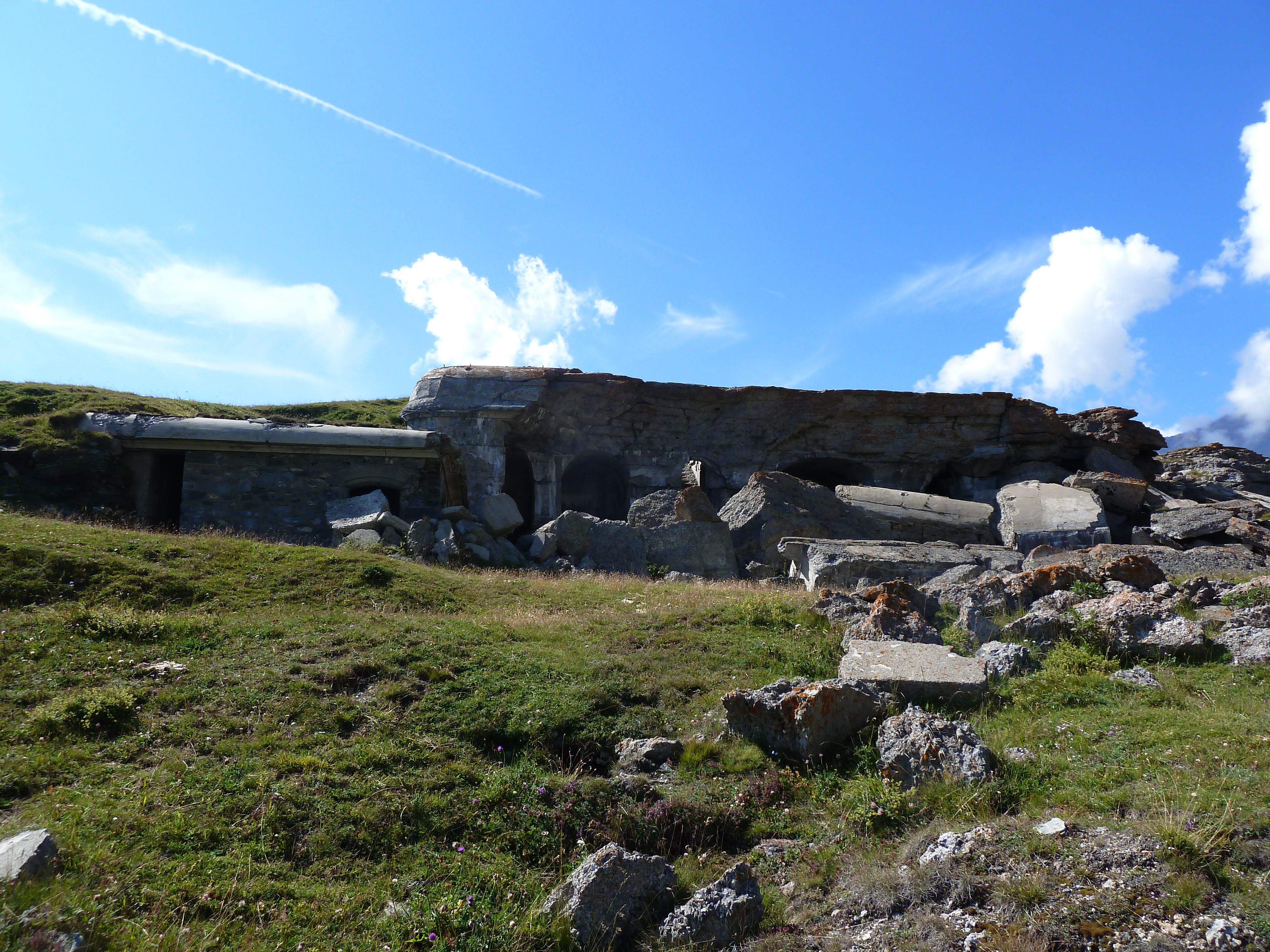
Vista dei ruderi della batteria La Court

Era servita dalla "strada militare bivio strada Batteria Paradiso-Casermette presso Finestre-Batteria La Court", che la collegava con la vicina batteria Paradiso attraverso il Colle delle Finestre, dove era stata edificata la caserma sede del presidio delle opere circostanti; dalla batteria Paradiso si raggiungeva, tramite la "strada militare bivio Forte Cassa-Batteria Paradiso", il sottostante forte Cassa oppure, tramite la "strada militare Batteria Paradiso", la Piana di San Nicolao.
La batteria, una delle uniche 4 batterie corazzate del Vallo alpino occidentale assieme alla Batteria dello Chaberton, al Forte Pramand ed alla Batteria Paradiso, fu poco utilizzata fino allo scoppio della Seconda guerra mondiale; i suoi armamenti, assieme a quelli della Batteria La Court, non vennero spostati al fronte orientale durante il primo conflitto mondiale ma vennero lasciati in situ per garantire una difesa contro un'eventuale invasione del Colle del Moncenisio.
Durante il secondo conflitto mondiale, invece, gli armamenti della batteria furono tra i più attivi del Vallo alpino occidentale, in quanto vennero utilizzati per bombardamenti sia nella battaglia del giugno '40 nei bombardamenti contro i forti francesi della Petite Turrà, Revet e Arcellins che, una volta conquistati dai tedeschi, in quelle del 1944-1945 (grazie a cannoni da 149 installati al posto di quelli originari, asportati nel periodo di abbandono del forte)..
A fine aprile 1945 la Batteria venne fatta brillare dai tedeschi in ritirata per evitare che venisse conquistata dalle truppe alleate e, da allora, restano solo più i ruderi, ancora visibili.
In seguito alla sconfitta dell'Italia nella seconda guerra mondiale ed alle condizioni del trattato di Parigi, la zona del Moncenisio venne ceduta alla Francia e, di conseguenza, anche l'altura della Court.

## Descrizione

Pianta della Batteria, con piano superiore ed inferiore

Era, come la gemella batteria Paradiso, una batteria corazzata costituita da un blocco di calcestruzzo alla prova parallelepipedale su due piani; al piano terra erano siti i locali tecnici e gli alloggi della truppa di stanza al presidio. Al piano superiore, raggiungibile tramite due scale poste alle due estremità del corridoio del primo piano, vi erano le riservette e le scale a chiocciola che conducevano ai pozzi dei cannoni.
Il forte era dotato di quattro pozzi principali per i quattro cannoni 149/35 A in cupola corazzata di tipo Grillo e l'apertura dei pozzi contenenti i cannoni retrattili era coperta da una cupola di ghisa spessa circa 14 cm e avente forma a guscio di tartaruga; i pozzi, con diametro di cinque metri e profondità di due, erano a pianta circolare e consentivano un ottimo occultamento dell'armamento del forte.

La batteria aveva un doppio locale polveriera adiacente all'opera, il più grande destinato al deposito della balistite e il più piccolo alla polvere nera; i locali sotterranei erano collegati con montacarichi al piano superiore della batteria. A differenza della Paradiso, la batteria La Court era dotata di un trinceramento scavato rivestito in pietra e con banchina interna per i fucilieri ed alcune postazioni per mitragliatrice tutto attorno al perimetro dell'opera.